# Hypsibema
Hypsibema (gr. "pas alt") és un gènere representat per dues espècies de dinosaures ornitòpodes hadrosàurids que visqueren a principis del període Cretaci, fa aproximadament 80 milions d'anys en el Campanià. Oposats a Missouri i Carolina del Nord als Estats Units. L'espècie tipus Hypsibema crassicauda, va ser descrita per Edward Drinker Cope en 1869. Una segona espècie H. missouriensis, originalment Parrosaurus missouriensis, basades en vèrtebres de la cua i una mandíbula inferior parcial, és el dinosaure oficial de l'estat de Missouri, però ambdues espècies es basen en restes molt fragmentàries i considerades dubtoses.